# Výtopna (restaurace)

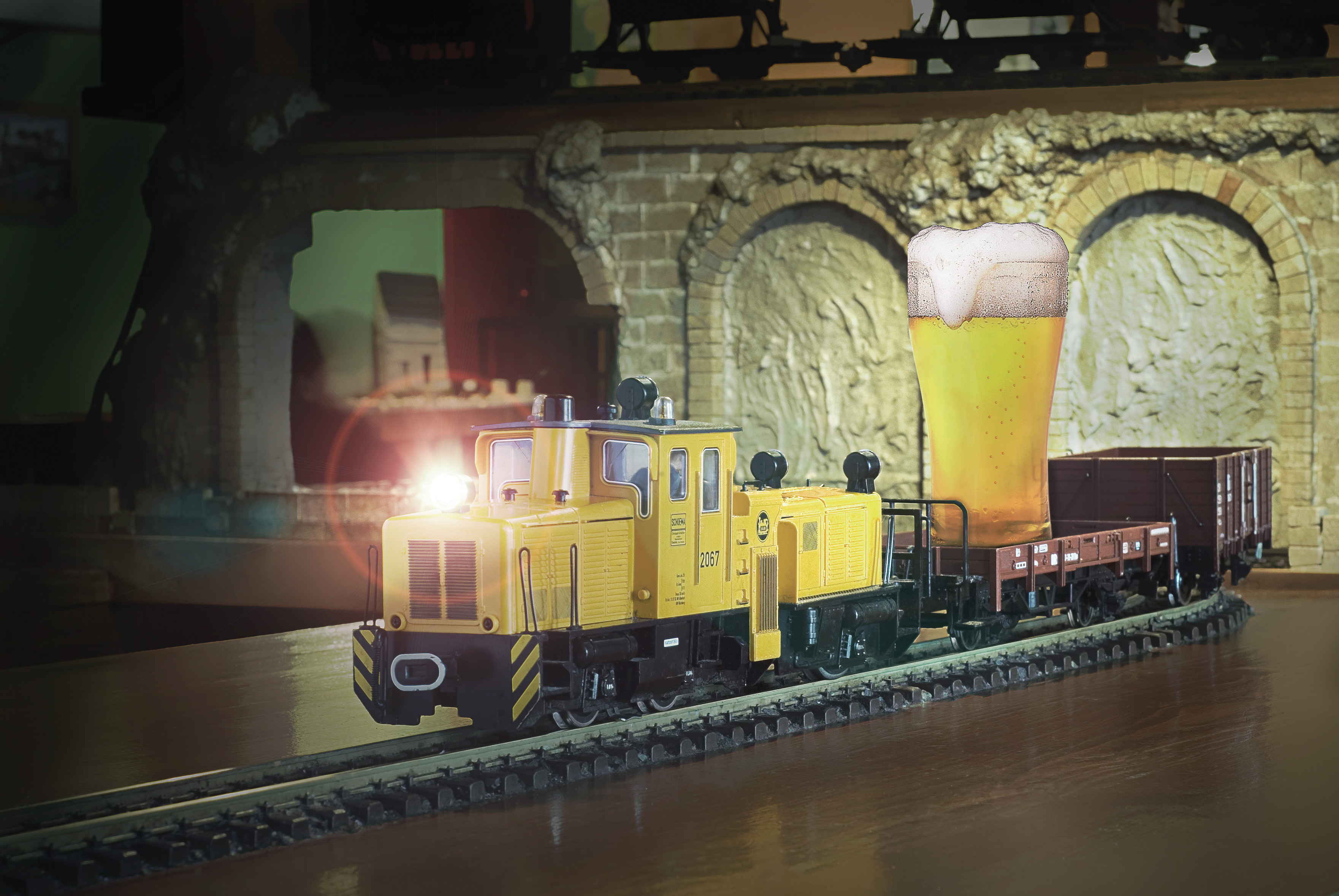
Vlak v restauraci s nákladem nápojů

Výtopna je česká franchisová síť restaurací a kaváren, obsluhovaných modelovou železnicí, kde vláčky přivážejí nápoje až ke stolům. Obchodní značku vlastní Petr Fridrich.[zdroj⁠?!]
V roce 2013 bylo po jedné restauraci v Praze (Václavské náměstí) a Orlové, další dvě byly v Brně a jedna kavárna byla v Ostravě. V roce 2019 již jsou pouze dvě restaurace v Praze.

## Historie
První restauraci obsluhovanou modelovou železnicí v březnu 2009 v Brně na adrese Hlinky 972/34 na Starém Brně postavil podnikatel Petr Fridrich. Další restaurace vznikly v roce 2010 v Praze a v Orlové (17. listopadu 427), další dvě pak v roce 2012 v Ostravě (v obchodním centru Nová Karolina) a v Brně (Starobrněnská 339/12). Kolem roku 2014 či 2015 přibyla restaurace v obchodním centru Palladium v Praze. Restaurace v Brně na Hlinkách a v Ostravě v Nové Karolině pravděpodobně zanikly. Výtopna Orlová se od řetězce někdy kolem roku 2018 osamostatnila a působí pod názvem Depo Orlová. V roce 2018 již fungovaly pouze dvě restaurace v Praze (v Palladiu u náměstí Republiky a v paláci Fénix, Václavské náměstí 802/56) a jedna v Brně. Provozovna v Brně na Starobrněnské ulici byla od 27. srpna 2018 trvale uzavřena.[zdroj⁠?!]
Od samého začátku byly restaurace koncipovány jako franchisový projekt, který je provozován ve větších městech v Čechách a na Moravě. Pro zajištění nezbytné ochrany know-how byl vytvořen průmyslový vzor. 

## Princip
Hosté jsou obsluhováni prostřednictvím modelové železnice. Nápoje jsou přiváženy ve vlacích. Vlak (tvořený lokomotivou a nákladními vagóny) přijede s objednávkou až k zákazníkovi, ten si nápoj z otevřeného nákladního vozu vyzvedne a použité sklenice může vrátit zpět. Vlak k danému stolu odesílá obsluha. Jednotlivé vlaky jsou digitálně řízeny a vydávají reálné zvuky opravdových železničních vlaků.[zdroj⁠?!]

## Technické specifikace
- Velikost modelů / provedení: měřítko 1:22,5 / Modelová železnice G
- Velikosti lokomotiv: 60–130 cm
- Maximální rychlost: 20 km/hod
- Životnost vlaku: 500 000–700 000 modelových km
- Vybavení mašinek: ozvučení reálnými zvuky, osvětlení, dvoumotorové

## Galerie

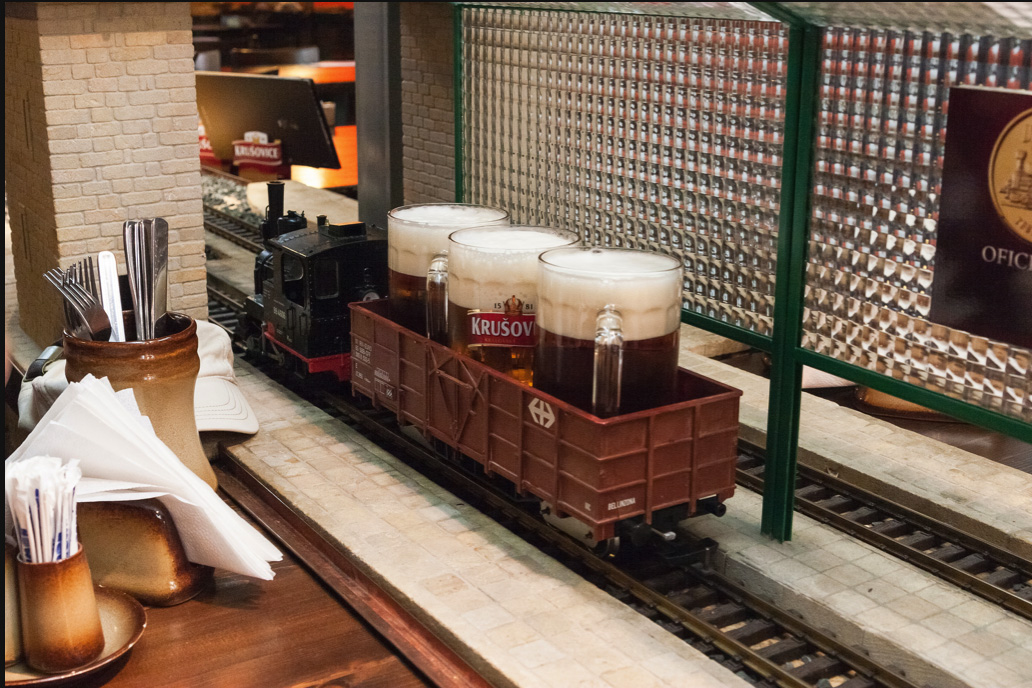
Vlak s pivy
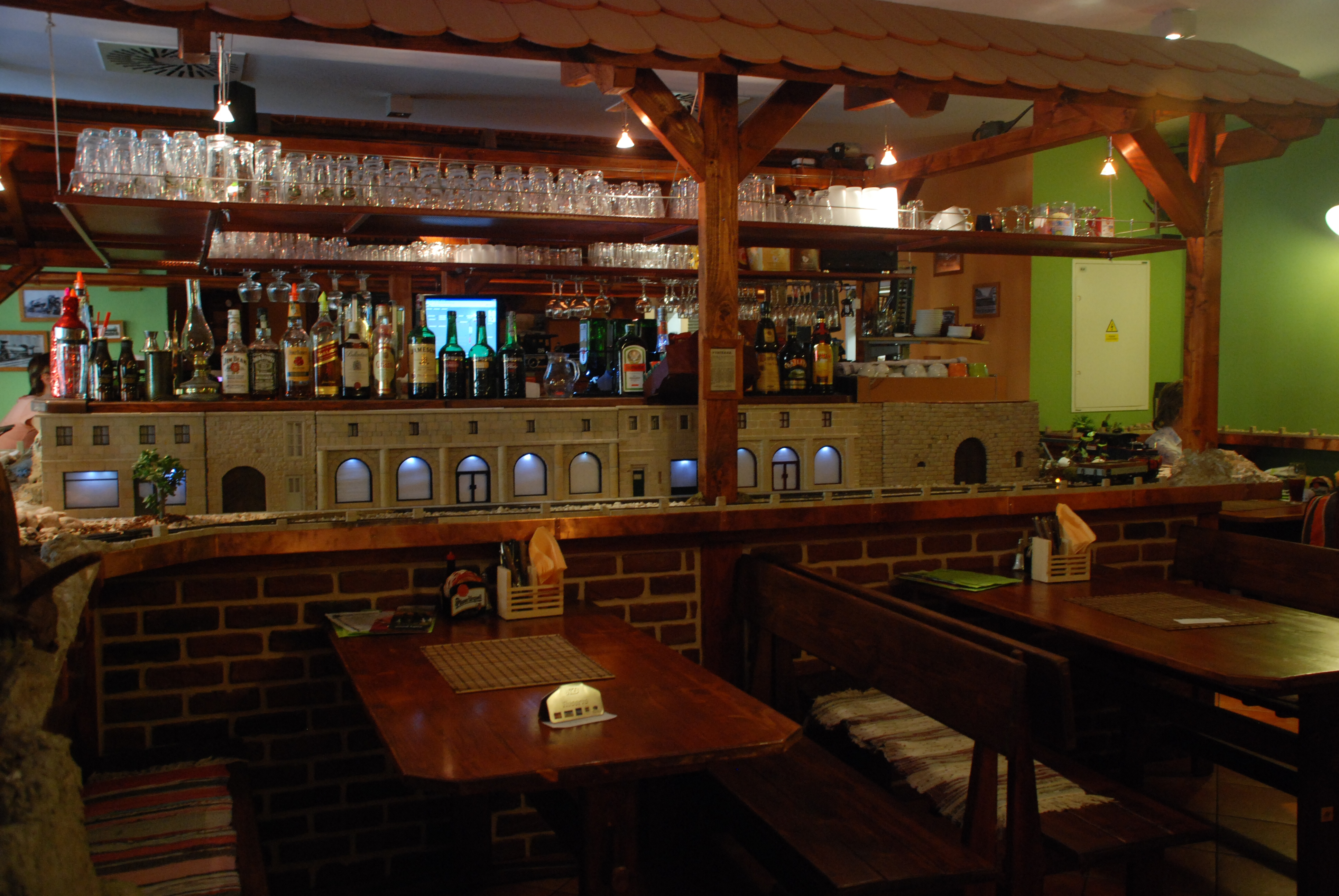
Interiér brněnské restaurace
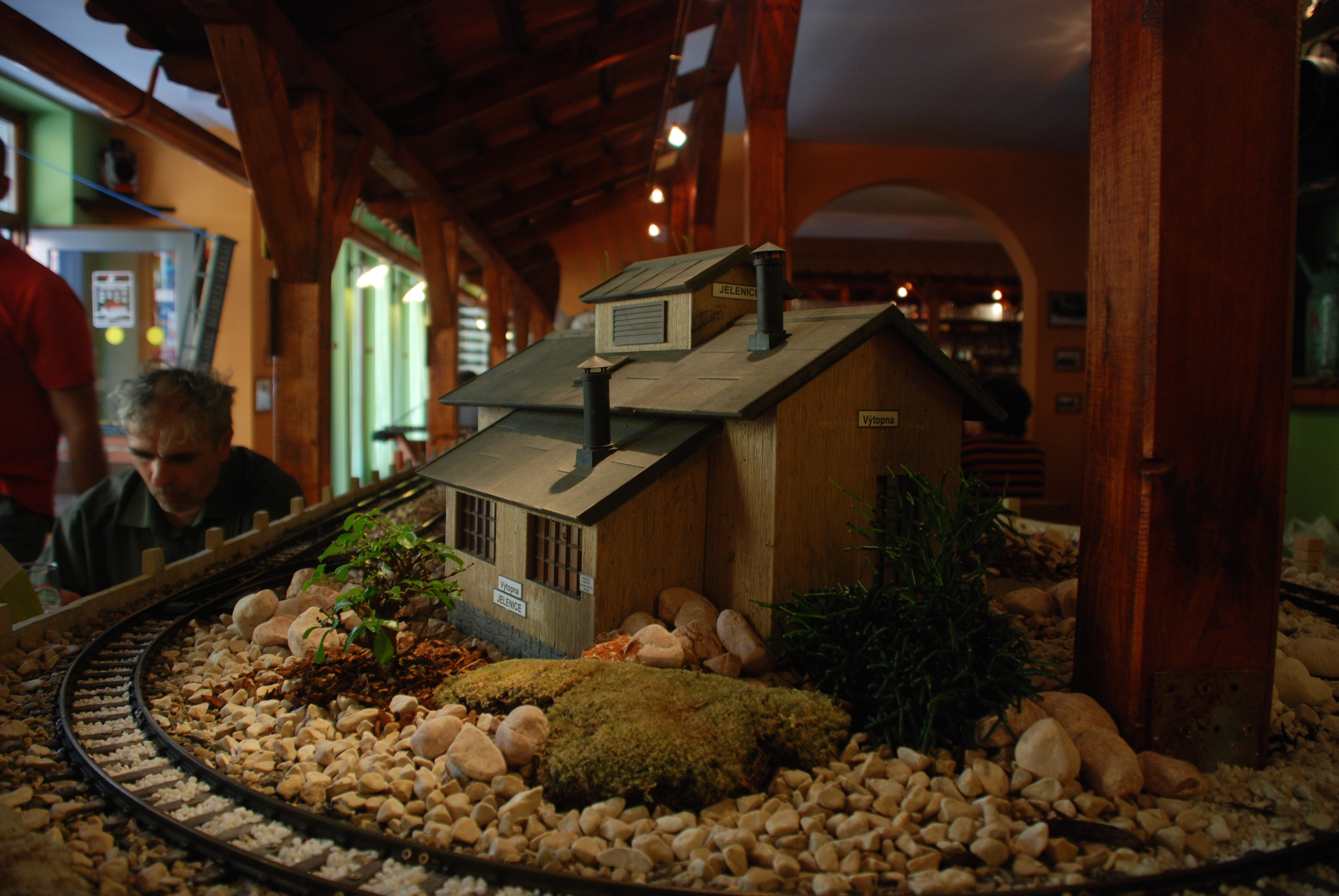
Detail železničních dekorací v restauraci